# 〜dandelion〜
「〜dandelion〜」（ダンデライオン）は、相川七瀬の19枚目のシングル。2001年1月31日に18枚目のシングル「NO FUTURE」と同時発売。

## 解説
フジテレビ系「ニュースJAPAN」内『プロ野球ニュース』最後のテーマソング。カップリングは表題曲リミックスを3曲収録。織田哲郎のプロデュースは4枚目アルバム「FOXTROT」以来。

## 収録曲
作詞：相川七瀬・織田哲郎　作曲・編曲：織田哲郎
1. 〜dandelion〜
2. 〜dandelion〜 (TECH TRACK MIX)
3. 〜dandelion〜 (Shining Man Brothers Remix)
4. 〜dandelion〜 (Eden mix)

## 収録アルバム
〜dandelion〜
- Purānā
- ID:2
- NANASE AIKAWA BEST ALBUM "ROCK or DIE"（メモリアル盤のみ）

## 参加ミュージシャン
- 織田哲郎 - ギター、ベース、キーボード、ドラム、プログラミング